# 泰什坎德
泰什坎德，是匈牙利佐洛州所辖的一个村，总面积4.85平方公里，总人口1125，人口密度232.0人/平方公里（2010年1月1日）。